# ブラックアダー
『ブラックアダー』（Blackadder）は、BBCで放映されたシチュエーション・コメディ。日本ではビデオが発売されている。

## 概要
1983年から1989年まで放映され、全部で4シリーズが制作された。それぞれのシリーズで英国史の特定の時代を切り取り、ローワン・アトキンソン扮する皮肉屋の毒舌キャラクター、エドマンド・ブラックアダーの活躍を描く。また常に彼に付き従う間抜けな下男ボールドリックもレギュラーとしてシリーズを通じて登場する。
第1シリーズはリチャード・カーティス、ローワン・アトキンソンによって脚本執筆された。

## キャラクター
登場キャラクター名の前に記載してある文字は、1をシリーズ1作目、2をシリーズ2作目、3をシリーズ3作目、4をシリーズ4作目、Xをクリスマス特別編、Cをキャバリア・イヤーズ、Mを映画版の登場キャラクターとする。
- 1、2、3、4、X、C、M:エドマンド・ブラックアダー (ローワン・アトキンソン)
- 3:マックアダー(ローワン・アトキンソン)
- X:エバニーザ・ブラックアダー(ローワン・アトキンソン)
- 1、2、3、4、X、C、M:ソドフ・ボールドリック (トニー・ロビンソン)
- 2:メルチェット式部卿 (スティーヴン・フライ)
- 4:メルチェット将軍 (スティーヴン・フライ)
- M:メルチェット大司教 (スティーヴン・フライ)
- 3、M:ウェリントン公爵(スティーヴン・フライ)
- C:チャールズ1世(スティーヴン・フライ)
- X:ロード・フロンド(スティーヴン・フライ)
- 1、2:ロード・パーシー・パーシー (ティム・マッキナリー)
- 3:スカーレット・ピンパーネル(ティム・マッキナリー)
- 4:ダーリング大尉 (ティム・マッキナリー)
- M:ダーリング大執事 (ティム・マッキナリー)
- M:ダーリング仏公爵(ティム・マッキナリー)
- M:ダーリング英公爵(ティム・マッキナリー)
- 2:ラドヴィグ(ルートヴィヒ)王子(ヒュー・ローリー)
- 3、X:摂政王太子"ジョージ・ハノーファー"(後のジョージ4世) (ヒュー・ローリー)
- 4:ジョージ中尉(ヒュー・ローリー)
- X:ピグモット王子(ヒュー・ローリー)
- M:領事ジョージ(ヒュー・ローリー)
- 2、4:ボブ (ガブリエレ・グライスター)
- 1:マッド・ゲラルド(リック・メイオール)
- 2、4:ロード・フラッシュハート(リック・メイオール)
- M:ロビン・フッド(リック・メイオール)
- M:マリアン姫(ケイト・モス)
- 2、X、M:エリザベス1世(ミランダ・リチャードソン)
- 3:エイミー・ハードウッド(ミランダ・リチャードソン)
- 4:マリー・フレッチャー=ブラウン看護婦(ミランダ・リチャードソン)
- X:アスフィクシア女王19世(ミランダ・リチャードソン)
- M:レディ・エリザベス(ミランダ・リチャードソン)
- 1:スペイン王女"インファンタ・マリア・エスカロサ・オブ・スペイン"(ミリアム・マーゴリーズ)
- 2:レディ・ホワイトアダー(ミリアム・マーゴリーズ)
- X:ヴィクトリア女王(ミリアム・マーゴリーズ)
- X:スピリット オブ クリスマス(ロビー・コルトレーン)

## シリーズ

### 1:The Black Adder
ビデオ日本語題は『ローワン・アトキンソンのブラックアダー 〜大英帝国一のアホ、ブラックアダー』。イングランドの中世を舞台にしている。1485年のボズワースの戦い前夜から始まる。

### 2:Blackadder II
ビデオ日本語題は『ローワン・アトキンソンのブラックアダー 〜15代目も変わり者、ブラックアダー』。エリザベス1世統治中のイングランドを舞台にしている。このシリーズに登場するブラックアダーは、第1シリーズのブラックアダーのひ孫という設定。

### 3:Blackadder the Third
ビデオ日本語題は『ローワン・アトキンソンのブラックアダー 〜ワル知恵執事の、ブラックアダー』18世紀後半から19世紀はじめの摂政時代を舞台にしており、ブラックアダーはプリンス・オブ・ウェールズの執事というキャラクター。

### 4:Blackadder Goes Forth
ビデオ日本語題は『ローワン・アトキンソンのブラックアダー 〜陸軍大尉になった、ブラックアダー』。1917年、第一次世界大戦中の西部戦線の塹壕が舞台。

### 5:その他
上記シリーズのほかに特別編として『Blackadder's Christmas Carol』(日本語題『ブラックアダーのクリスマス』、チャールズ・ディケンズの『クリスマス・キャロル』のパロディ) や『Blackadder The Cavalier Years』(チャールズ1世の処刑前日譚)など、いくつか一話完結のエピソードも製作されている他、
映画『Blackadder  Back and Forth』も製作されている。また、構想段階である『Blackadder original pilot』も公開されている。